# Layla and Other Assorted Love Songs
Layla and Other Assorted Love Songs is een bluesrockalbum van Derek and the Dominos, uitgebracht op 9 november 1970. Het album is vooral bekend door het "titelnummer" "Layla", dat vaak beschouwd wordt als Eric Claptons beste muzikale prestatie en signature song. 
"Layla" is een liefdeslied, dat Clapton schreef als ballade voor Pattie Boyd met wie hij in 1979 zou trouwen. Met de band bestaande uit organist Bobby Whitlock, drummer Jim Gordon, bassist Carl Radle en vooral door de bijdrage van gastmuzikant Duane Allman op lead-  en slidegitaar werd het een "rocksong".

## Achtergrond
Eric Clapton richtte Derek & the Domion's op uit frustatie met de hype die ontstond bij de supergroepen waar hij deel van uitmaakte (Cream en Blind Faith). In de eerste weken van augustus 1970 speelde de groep redelijk anoniem in een aantal kleine clubs in het Verenigd Koninkrijk alvorens zij naar een opnamestudio in Miami trokken. 

## Duane Allman
In Miami woonde Clapton op uitnodiging van producer Tom Dowd een benefietconcert bij van The Allman Brothers Band met de twee sologitaristen Duane Allman en Dickey Betts. Clapton nodigde Duane Allman uit om  mee te werken aan de opname van de songs, die hij met Bobby Whitlock voor Derek & The Domino's geschreven had.

## Opnames
De opnames vonden plaats in de Criteria Studio's in augustus en september 1070, met een tussenpauze van 14 dagen. Het gitaarwerk op de titelsong werd door Tom Dowd gemixt uit zes overdubs, een ritmetrack van Clapton, drie tracks met melodieën gespeeld door Clapton tegen de hoofdriff, de hoofdriff met slide-gitaar van Allman, en één track waarin zowel Allman als Clapton tegenmelodieën spelen. De hoofdriff bevat noten, die met behulp van de slide, hoger dan die op de laatste fret gespeeld worden. Het tweede deel van "Layla" werd drie weken later opgenomen, waarbij Gordon - die daarom als medecomponist vermeld staat - een nieuw gecomponeerde pianopartij speelde. Clapton begeleidde op akoestische gitaar en Allman speelde slidegitaar. Tom Dowd koppelde de delen en voltooide zo het eindresultaat. 

## Kritiek
In eerste instantie was het album geen commercieel succes, ook de critici waren negatief, alleen Rolling Stone zag enige positieve punten, maar de meeste recensenten vonden het album saai. Pas later werd het album door de critici beschouwd als een meesterwerk.

## Live uitvoeringen
Derek and the Dominos gingen van oktober tot december 1970 op tournee om Layla te promoten. Allman toerde nooit met Derek and the Dominos, maar speelde tweemaal als gast mee op 1 december 1970 in de Curtis Hixon Hall in Tampa  en de volgende dag in Onondaga County War Memorial in Syracuse, New York. Van het concert in Tampa verscheen een bootleg LP : Soul Mates. Clapton verklaarde dat "Layla" moeilijk was om live te spelen, zeker de combinatie van zang en gitaarspel, waar uitstekende musici noodzakelijk voor zijn. Hij voerde het in de originele versie eens uit met Jeff Beck en Jimmy Page.
Clapton bleef het nummer "Layla" live spelen, zoals tijdens Live Aid in 1985. In 2006 namen Clapton en J.J. Cale The Road to Escondido op, waarop Allman Brothers-gitarist Derek Trucks gitaar speelde. Hierna ging Clapton op tournee met Trucks als onderdeel van zijn band. Clapton legde later uit dat het spelen met Trucks hem het gevoel gaf dat hij weer in Derek and the Dominos zat. Naarmate de tour vorderde, veranderde de set, waarbij de eerste helft van de show volledig bestond uit nummers van Layla en Other Assorted Love Songs en culmineerde in "Layla".

## Het einde van de band
Duane Allman overleed in 1971 bij een motorongeluk. Begin 1971 begonnen Radle en Gordon met andere projecten, waarna men besloot Derek & The Domino's op te heffen. Carl Radle overleed in 1980 als gevolg van nierfalen. Bij Jim Gordon werd - nadat hij in 1983 zijn moeder had vermoord- de diagnose paranoïde schizofrenie gesteld. Hij bracht de rest van zijn leven door in een psychiatrisch gevangenishospitaal.

## Cover van Tedeschi Trucks Band
De Tedeschi Trucks Band bracht in 2021 een cover van het gehele album uit onder de naam Layla Revisited (Live at Lockn'). De band werd uitgebreid met Trey Anastasio van de band Phish, en kwam dardoor op vier gitaristen. Saillant detail : zangeres/gitaries Susan Tedeschi werd geboren op 9 november 1970, de releasedatum van  Layla and Other Assorted Love Songs.

## Nummers
| Nr. | Titel                                     | Schrijver(s)                 | Duur |
| --- | ----------------------------------------- | ---------------------------- | ---- |
| 1.  | I Looked Away                             | Eric Clapton, Bobby Whitlock | 3:05 |
| 2.  | Bell Bottom Blues                         | Clapton                      | 5:02 |
| 3.  | Keep on Growing                           | Clapton, Whitlock            | 6:21 |
| 4.  | Nobody Knows You When You're Down and Out | Jimmy Cox                    | 4:57 |

| Nr. | Titel              | Schrijver(s)                    | Duur |
| --- | ------------------ | ------------------------------- | ---- |
| 1.  | I Am Yours         | Clapton, Nezami                 | 3:34 |
| 2.  | Anyday             | Clapton, Whitlock               | 6:35 |
| 3.  | Key to the Highway | Charles Segar, Big Bill Broonzy | 9:40 |

| Nr. | Titel                           | Schrijver(s)      | Duur |
| --- | ------------------------------- | ----------------- | ---- |
| 1.  | Tell the Truth                  | Clapton, Whitlock | 6:39 |
| 2.  | Why Does Love Got to Be So Sad? | Clapton, Whitlock | 4:41 |
| 3.  | Have You Ever Loved a Woman?    | Billy Myles       | 6:52 |

| Nr. | Titel                    | Schrijver(s)        | Duur |
| --- | ------------------------ | ------------------- | ---- |
| 1.  | Little Wing              | Jimi Hendrix        | 5:33 |
| 2.  | It's Too Late            | Chuck Willis        | 3:47 |
| 3.  | Layla                    | Clapton, Jim Gordon | 7:05 |
| 4.  | Thorn Tree in the Garden | Whitlock            | 2:53 |

## Bezetting
- Eric Clapton - lead-, slag-, slide- en akoestische gitaar, leadzang
- Duane Allman - slidegitaar op zijdes 2, 3 en 4
- Jim Gordon - drums, percussie, piano
- Carl Radle - basgitaar, percussie
- Bobby Whitlock - orgel, piano, zang, akoestische gitaar